# Dominic Iorfa
Dominic Iorfa (Gboko, 10 gennaio 1968) è un ex calciatore nigeriano, di ruolo attaccante.

## Biografia
Anche il suo omonimo figlio, Dominic Iorfa, è un calciatore.

## Palmarès

### Club

#### Competizioni nazionali
- Supercoppa di Turchia: 1

Galatasaray: 1991